# 石川康仁
石川 康仁（いしかわ やすひと、1978年12月23日 - 2019年8月24日 ）は、日本のフリーアナウンサー、司会者、プライダルプロデューサー、SPレコードコレクター、NPO法人「名曲慰問団」理事長、大宮を愛する会会長。「石川靖人」と「石川やすひと」のペンネームも使用した。

## 人物
小学生の頃から懐メロの魅力に嵌り、中学生時代から独自に往年の名歌手宅への訪問取材をしはじめ、今は亡き藤山一郎や淡谷のり子ら往年の名歌手の薫陶を仰いだ。
高校生時代に、歌手・並木路子（代表曲「リンゴの唄」）の付き人兼司会者として、歌謡ショーの司会を手がけたこと（コロムビア・トップ、合田道人に師事）や、老人ホームなどへの慰問活動をしたことが後にアナウンサーを目指す契機となる。
大学院修了後秋田朝日放送のアナウンサーを経て、フリーアナウンサーとして、1500組以上の結婚式や歌謡ショーの司会者として活躍。
アナウンス学校においてアナウンサー受験対策講座、結婚式司会者養成講座講師として後進の育成にも尽力するほか、老人福祉施設などへのボランティア活動も行っていた。
2019年8月に亡くなったことが、NPO法人「名曲慰問団」のHPで伝えられた。　
石川の死去にともない、NPO法人「名曲慰問団」は解散した。

## 略歴
埼玉県出身。埼玉栄高等学校から中央学院大学法学部に進学。専攻は、犯罪学（刑事法学)。指導教授は齊藤信宰。卒業後、明治大学大学院法学研究科博士前期課程へ進学。
犯罪学研究室にて菊田幸一の指導、薫陶を受けた。修士（法学）　(明治大学)。